# Notingo (vescovo di Brescia)

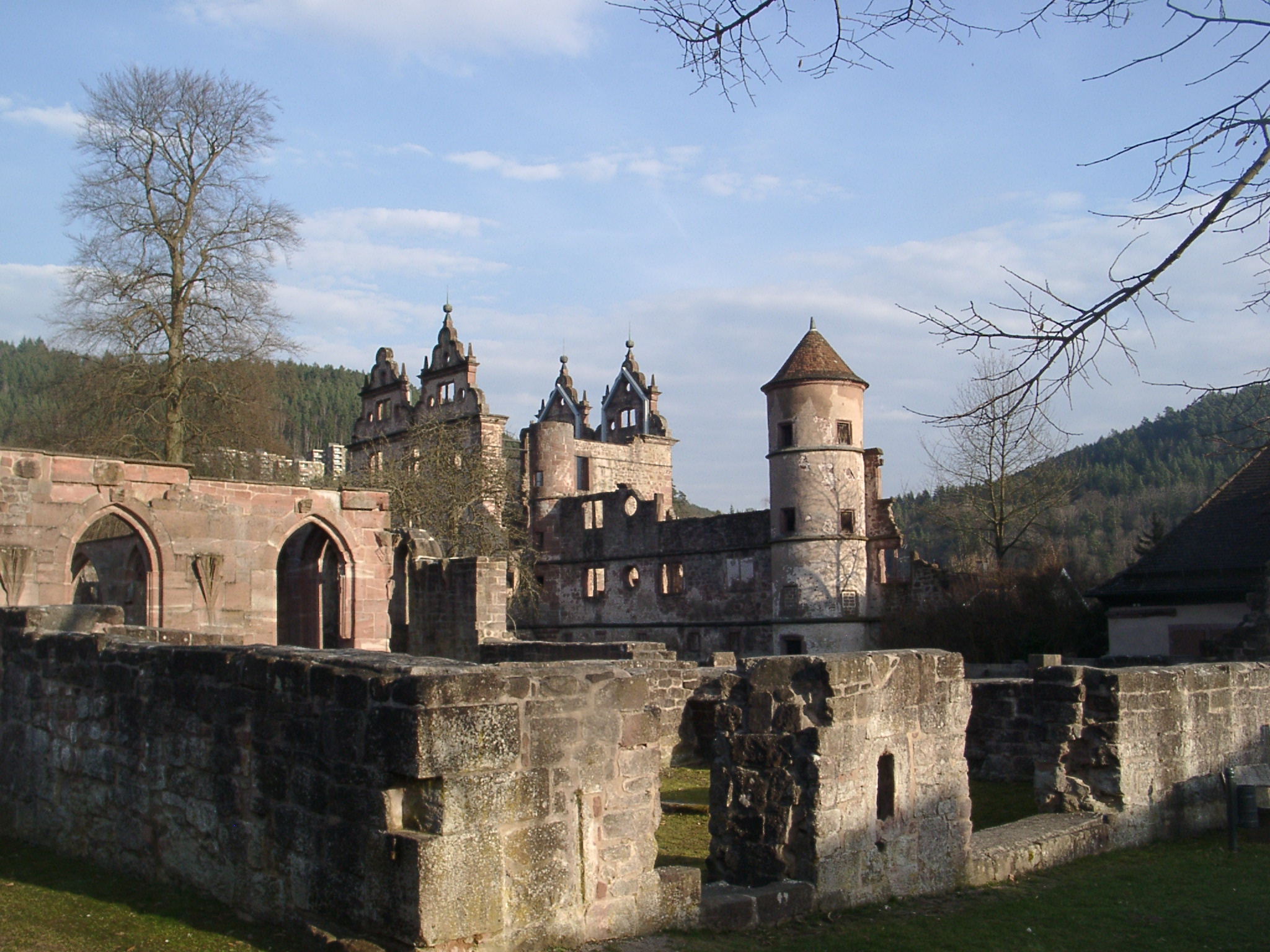
Abbazia di Hirsau

Notingo (Baden-Württemberg, fine VIII secolo – Brescia, 864 circa) è stato un vescovo suebo.

## Biografia
Fu figlio del conte alemanno Erlafrido (Erlefrid), funzionario di Ludovico il Pio e nacque in Germania. La sua stirpe generò secoli dopo la stirpe dei conti di Calw.
Nell'827 circa fu nominato vescovo di Vercelli. Nell'830 ricevette dall'arcivescovo di Milano Angilberto II il corpo di sant'Aurelio, vescovo armeno morto a Milano nel 475 e sepolto accanto al vescovo Dionigi. Notingo ne trasportò nell'830 il corpo in Germania e lo fece seppellire nell'abbazia di Hirsau.
Nell'840 venne eletto vescovo di Verona, forse grazie al re Ludovico II.
Nell'844 fu nominato vescovo di Brescia e qui ricoprì anche la carica di conte di Brescia dall'851 all'864.